# 松岡町 (仙台市)
松岡町（まつおかちょう）は、宮城県仙台市宮城野区の町丁。郵便番号は983-0834。住民基本台帳に基づく人口は211人、世帯数は115世帯（2025年4月1日現在）。丁目の設定のない単独町名である。住居表示は全域で未実施。旧仙台市松岡町。

## 地理

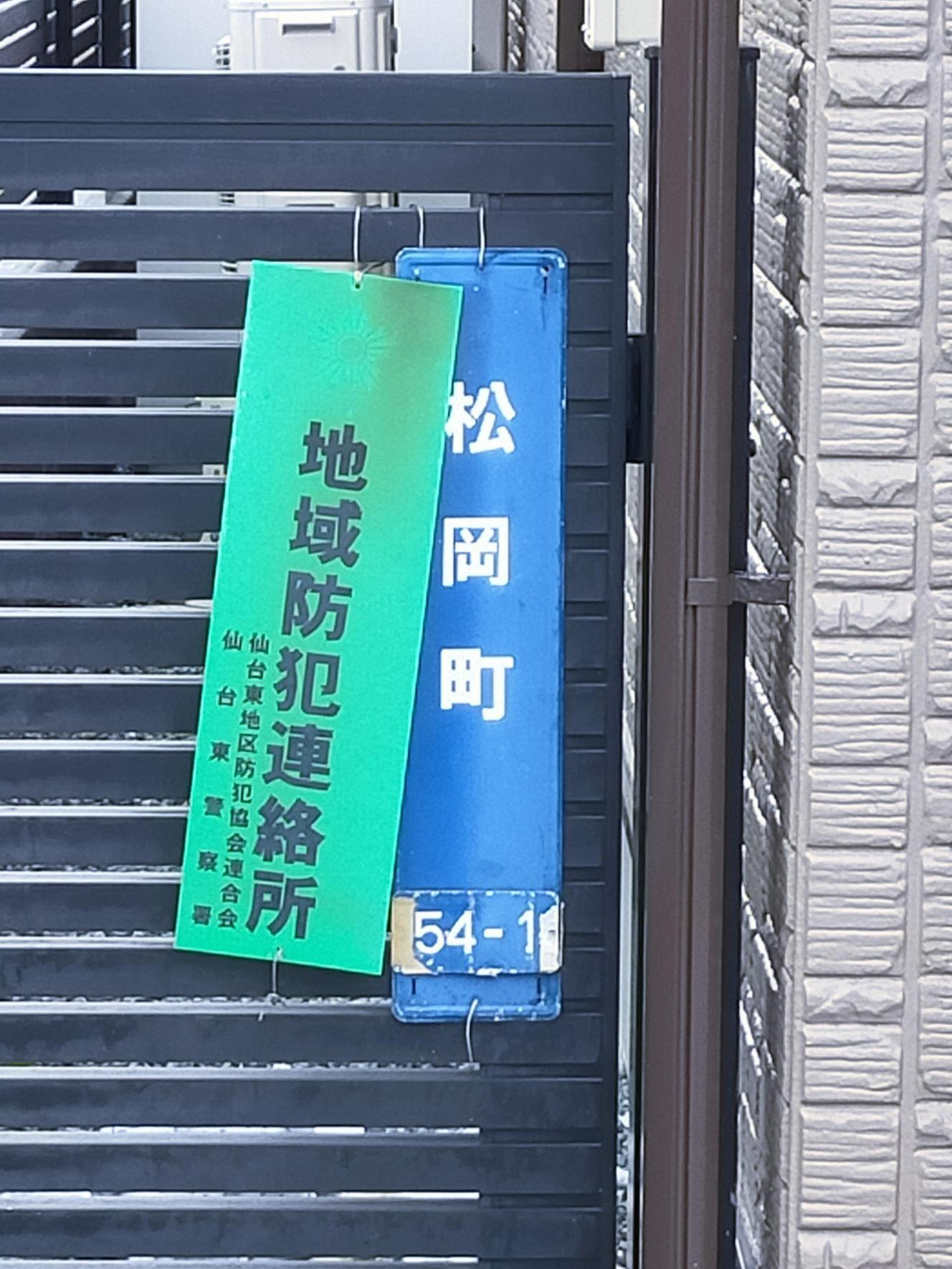
松岡町の町名表示板

仙台市中心部から北東へ約4km、宮城野区の東仙台地区に位置する。東北本線を挟んで南を平成と、それ以外を東仙台と接している。北の東仙台との境界を宮城県道8号仙台松島線が通っている。
都市計画区域上では全域が市街化区域に指定されており、都市計画法上の用途地域では第一種住居地域および近隣商業地域に、防火指定では準防火地域に分類される。
河川：藤川（七北田川水系梅田川の支流）

## 歴史
昭和初年の耕地整理によって成立し、1932年（昭和7年）に成立した。戦前は農村であったが、付近に案内や中原などの住宅が誕生し、徐々に宅地化が進んでいった。
1980年（昭和55年）に東仙台地区で住居表示が施行され、東側の一部が東仙台二丁目となった。

### 年表
- 1932年（昭和7年）- 耕地整理によって町名変更が行われ、原町苦竹の一部をもって松岡町が誕生する[6]。
- 1980年（昭和55年）10月6日 - 東仙台地区で住居表示が施行され、松岡町の一部が東仙台二丁目となる[9]。
- 1989年（平成元年）4月1日 - 仙台市が政令指定都市に移行し、宮城野区が誕生。仙台市宮城野区松岡町となる。

### 町名の変遷
町名の変遷は以下の通りである。
| 変更後の区域 | 変更後の区域         | 変更前の区域 | 変更前の区域 | 変更前の区域 | 変更日                    |
| 自治体       | 町丁                 | 自治体       | 大字         | 小字         | 変更日                    |
| ------------ | -------------------- | ------------ | ------------ | ------------ | ------------------------- |
| 仙台市       | 松岡町（新設）       | 仙台市       | 原町苦竹     | 字案内前上   | 1932年（昭和7年）         |
| 仙台市       | 松岡町（新設）       | 仙台市       | 原町苦竹     | 字案内前下   | 1932年（昭和7年）         |
| 仙台市       | 東仙台二丁目（新設） | 仙台市       | 松岡町       | 松岡町       | 1980年（昭和55年）10月6日 |

## 世帯数と人口
2025年（令和7年）4月1日現在の世帯数と人口は以下の通りである。
| 町丁   | 世帯    | 人口  |
| ------ | ------- | ----- |
| 松岡町 | 117世帯 | 218人 |
| 計     | 117世帯 | 218人 |

## 小・中学校の学区
小・中学校の学区は以下の通りとなる。
| 町丁   | 番地 | 小学校       | 中学校       |
| ------ | ---- | ------------ | ------------ |
| 松岡町 | 全域 | 東仙台小学校 | 東仙台中学校 |

## 施設

### 店舗
- セブン-イレブン 仙台松岡町店（松岡町16-1）

## 交通

### 鉄道
鉄道駅はない。最寄り駅は■東北本線の東仙台駅。

### バス
バス停はない。最寄りバス停は仙台市営バスの案内公園前。

### 道路
一般国道
- 地区内に一般国道は通っていない。

主要地方道
- 宮城県道8号仙台松島線